# Eucynorta
Genre
Eucynorta est un genre d'opilions laniatores de la famille des Cosmetidae.

## Distribution
Les espèces de ce genre se rencontrent en Amérique centrale et en Amérique du Sud.

## Liste des espèces
Selon World Catalogue of Opiliones (22/07/2021) :
- Eucynorta albimarginata Roewer, 1963
- Eucynorta albipustulata Roewer, 1912
- Eucynorta amazonica Piza Jr., 1938
- Eucynorta analis Roewer, 1928
- Eucynorta areolata Roewer, 1947
- Eucynorta atra Roewer, 1947
- Eucynorta biguttata (Pickard-Cambridge, 1904)
- Eucynorta bipectinata Roewer, 1933
- Eucynorta bipunctata (Pickard-Cambridge, 1904)
- Eucynorta conigera (Pickard-Cambridge, 1904)
- Eucynorta difficilis Soares, 1944
- Eucynorta insularis (Banks, 1905)
- Eucynorta interposita Roewer, 1954
- Eucynorta longispina (Pickard-Cambridge, 1904)
- Eucynorta lutea Roewer, 1947
- Eucynorta malleata Roewer, 1928
- Eucynorta ornata Roewer, 1952
- Eucynorta picta Roewer, 1947
- Eucynorta pictipes (Banks, 1909)
- Eucynorta puncticulata Roewer, 1947
- Eucynorta quadripustulata (Simon, 1879)
- Eucynorta reducta Roewer, 1947
- Eucynorta reimoseri Roewer, 1915
- Eucynorta rooneyi Damron, Pinto-da-Rocha & Longhorn, 2018
- Eucynorta schmidti Goodnight & Goodnight, 1947
- Eucynorta tenuipes Roewer, 1947
- Eucynorta transversalis Roewer, 1933
- Eucynorta tristani (Banks, 1909)
- Eucynorta unicolor Roewer, 1947
- Eucynorta venosa Roewer, 1928
- Eucynorta vidua (Sørensen, 1932)
- Eucynorta virescens Mello-Leitão, 1942
- Eucynorta wiedenmayeri Schenkel, 1953

## Publication originale
- Roewer, 1912 : « Die Familie der Cosmetiden der Opiliones-Laniatores. » Archiv für Naturgeschichte, vol. 78, no 10, p. 1–122 (texte intégral).